# Jean-Paul Bolufer
Jean-Paul Bolufer, né le 5 novembre 1946 à Alger,, est un haut fonctionnaire français, maire-adjoint de Colombes entre mars 2014 et juin 2020.

## Biographie

### Jeunesse et études
Après avoir suivi sa scolarité au lycée Bugeaud à Alger, Jean-Paul Bolufer est diplômé de Sciences Po (juin 1967) et de l'ENA (promotion Simone Weil, 1974). Il est ancien auditeur de l'Institut des hautes études de défense nationale.
Jeune étudiant — il est diplômé de Sciences-Po à 21 ans — il est un des fondateurs, pendant les événements de mai 68, du Comité étudiant pour les libertés universitaires (CELU), dont le livre-manifeste Pour rebâtir l'université est publié aux éditions de la Table Ronde. Le principal objectif du CELU est de « s'opposer au marxisme dans l'université » et de créer des universités autonomes et régionales.
Officier de réserve, il est marié et père de cinq enfants.
Il a été le fondateur et président du « Cercle de la Cité »[Quoi ?].
Il est un des auteurs du livre collectif du Cercle de la Cité et du Club de l'Astrolabe Projet pour la France qui a reçu le prix Renaissance 1984 (éditions Livre-Essor, juin 1983).

### Carrière
Après avoir réussi le concours d'entrée à l'ENA, il effectue son peloton d'officier de réserve à Coëtquidan en 1971 et son service militaire au 67e régiment d'infanterie à Soissons, comme chef de section de combat, sous les ordres du colonel Jacques Lemaire, figure de la guerre d'Indochine. À sa sortie de l'ENA, il choisit les services du Premier ministre. Le général d'armée Jean Simon le recrute alors, sur le conseil du directeur de l'ENA, Pierre Racine, au secrétariat général de la Défense nationale (SGDN) de 1974 à 1977, où il est chargé notamment de développer l'esprit de défense dans les milieux universitaires. Puis il rejoint l'équipe de Jacques Chirac qui vient d'être élu maire de Paris : il est d'abord chef adjoint de son cabinet de 1977 à 1979 puis directeur adjoint du même cabinet de 1981 à 1984, enfin chargé de mission directement auprès du maire de Paris entre 1984 et 1986.
Parallèlement, il devient, à titre bénévole, secrétaire général de la Fondation Claude-Pompidou de 1980 à 1989 puis de 1997 à 2007. Il y côtoie, outre Claude Pompidou, les autres membres du bureau, Jacques Chirac et Simone Veil.
De 1986 à 1988, sous la première cohabitation, il est directeur de cabinet de Lucette Michaux-Chevry, secrétaire d'État auprès du Premier ministre chargée de la Francophonie.
Devenu en 1989 directeur général des services du Conseil régional de Midi-Pyrénées et, simultanément, directeur de cabinet de Marc Censi, président du conseil régional, il anime dans cette région la campagne des régionales en 1992, qui verra la défaite de Lionel Jospin.
En 1994, il est membre du Club de l'horloge.
Nommé préfet par Jacques Chirac et Alain Juppé en 1996 grâce à l'intervention de Claude Pompidou, il est, à ce titre, directeur de cabinet du préfet de l'Île-de-France, préfet de Paris de 1996 à 1997.
Après la dissolution de l'Assemblée nationale en 1997, il est nommé directeur des Journaux officiels, où sa mission est d'entreprendre la numérisation des publications de l'État. Cette réforme aboutira à une réduction d'environ 50 % des effectifs.
Après l'élection de Nicolas Sarkozy à la présidence de la République française en 2007, Jean-Paul Bolufer est nommé directeur de cabinet de Christine Boutin, ministre du Logement et de la Ville. À la suite d'articles du Canard enchaîné sur le logement au loyer bas qu'il occupe, il démissionne de cette fonction. Le conseil des ministres le nomme quelques mois plus tard contrôleur général économique et financier au ministère de l'Économie et des Finances,. Il prend sa retraite de la fonction publique en novembre 2012.
Il préside depuis 2000 l'association « Dialogue et humanisme », cercle de dirigeants chrétiens, et le club Témoin (association de résistants et d'anciens déportés) et est membre du conseil d'administration de l'Observatoire chrétien de l'entreprise et de la société (OCHRES). Il est également administrateur de l'association Malte-Liban et dispense des cours à la Faculté libre de droit, d'économie et de gestion (FACO Paris). Il a participé activement à La Manif pour tous. Il a été maître de conférences à l'Institut d'études politiques de Paris et à l'École nationale d'administration et assure des formations en droit budgétaire et en comptabilité publique.
Deuxième de la liste de Nicole Goueta (UMP) lors des élections municipales de 2014, il devient maire adjoint (divers droite) de la commune de Colombes (Hauts-de-Seine). Il est également conseiller territorial du territoire Boucle nord de la Seine et conseiller de la métropole du Grand Paris.
Il figure de nouveau sur la liste conduite par la maire sortante Nicole Goueta lors des élections municipales de 2020, battue au second tour et ne siège plus au conseil municipal.
En 2018, il signe l'appel d'Angers pour l'union de la droite.
En 2021, il rejoint l'équipe de campagne d'Éric Zemmour.

## Décorations
- Chevalier de la Légion d'honneur (1998)[15]
- Officier de l'ordre national du Mérite (2003)

## Liste des postes et affectations
- 1977 - 1979 : chef adjoint du cabinet de Jacques Chirac, maire de Paris
- 1979 - 1984 : directeur adjoint du cabinet de Jacques Chirac, maire de Paris[16]
- 1986 - 1988 : directeur de cabinet de Lucette Michaux-Chevry, secrétaire d'État chargé de la Francophonie[16]
- 1989 - : directeur général des services du Conseil régional de Midi-Pyrénées[16] et directeur de cabinet de Marc Censi, président du conseil régional
- 1996 - 1997 : directeur de cabinet du préfet de l'Île-de-France, préfet de Paris
- préfet hors classe
- 1997 - 2007 : directeur des Journaux officiels
- 2007 - 2007 : directeur de cabinet de Christine Boutin, ministre du Logement
- Depuis 2008 : contrôleur général économique et financier au ministère de l'Économie et des Finances